# ジモティー
株式会社ジモティー（英: Jimoty,Inc.）は、東京都品川区西五反田一丁目に本社を置き、ウェブサイト「地元の掲示板 ジモティー (JMTY) 」を運営する日本の企業。東証グロース上場企業。
本項では、会社については「株式会社ジモティー」、掲示板サービスについては「地元の掲示板 ジモティー」と表記する。

## 概要
2011年（平成23年）2月16日、創業者の加藤貴博が東京都渋谷区恵比寿西で会社設立。同年4月19日にアルファ版を公開、当初は「『あなたの街の、探せる見つかる」がテーマ!』タウンインフォメーションマッチングサイト JMTY（ジモティー）」と称し、東京都（東京23区および市部）限定でサービス開始した。同年11月に正式版（ブラウザ版）をサービス開始。翌2012年（平成24年）にはスマートフォンアプリ（Android版・iOS版）もリリースした。
2016年（平成28年）6月27日に現在地（品川区西五反田）へ移転。2020年（令和2年）に東証マザーズへ上場した。
同社では「地元の掲示板 ジモティー」を「クラシファイドサイト」と称している。「クラシファイドサービス」とは、地域や目的によって分類された広告を一覧形式で掲載する媒体を意味する。広告や情報を掲載したいユーザーが自ら情報を書き込む形態で、英語では「Consumer Generated Media (CGM) 」と呼ばれる。1995年にアメリカのサンフランシスコで始まった「Craigslist」が先駆けとされる。
こうした広告はインターネットが普及する以前にも、古くから新聞やフリーペーパーなどの紙上で「三行広告」といった形で行われてきた。また各種雑誌や地域のミニコミなどでも、不用品の「あげます・ください」やメンバー募集、友達募集や文通相手の募集といったコーナーが掲載されたり、1980年代頃まではそうした情報に特化した雑誌やミニコミ誌も存在した。昭和の時代までは、そうした紙媒体では個人の氏名・住所・自宅電話番号を掲載して情報を募ることがごく普通に行われてきたが、平成（1990年代以降）に入ると個人情報保護の意識が高まり、個人が住所氏名を晒して情報を募ることが忌避されるようになる。2000年代以降はインターネットの普及により、匿名で不特定多数に向けて広く情報を募ることが可能となった。そうした中で登場したのが「地元の掲示板 ジモティー」であった。
「ジモティー」の社名およびサイト名は「地元」に由来し、海外まで含めて広範囲に個人売買を行うインターネットオークションやフリマアプリとは一線を画し、あくまで地元での不用品譲渡や人員募集を主目的とする点が特色である。
「地元の掲示板 ジモティー」は、地域での不用品譲渡「売ります・あげます」に始まり、その中で中古車の譲渡希望が多かったことから「中古車」のカテゴリーが独立した、そのほか手助けを求める「助け合い」、友達募集やサークル、ボランティアなどの「メンバー募集」、店舗・企業広告「地元のお店」「教室・スクール」「不動産」、求人広告「アルバイト」「正社員」、お祭りやフリーマーケットなどの開催情報「イベント」、ペット譲渡の「里親募集」のカテゴリーがある。サイトは「○○県版」と都道府県ごとに分類され、さらにその中で市区町村といった地域で検索でき、地元で求めている物品や情報などを探すことができる。
また、株式会社ジモティーでは2015年（平成27年）に東京都新宿区の粗大ごみリサイクル・リユースに協力開始したのを皮切りに、2020年代に日本全国で多数の自治体や社会福祉協議会、自治体の清掃業務を担当する一部事務組合などと提携し、ごみ減量と循環型社会の推進を図っている。2024年（令和4年）には同社と協定を締結した自治体は全国200箇所に及んだ（詳細は#沿革を参照）。

## 沿革

### 創業からサービス拡大
- 2011年（平成23年）
  - 2月16日 - 株式会社ジモティーを設立[1][5]、東京都渋谷区恵比寿西一丁目18番3号 フルービュービル5階[5]に本社を置く[2]。代表取締役に加藤貴博が就任[5]。
  - 4月19日 - 掲示板「JMTY（ジモティー）」としてアルファ版を公開[6]。
  - 11月 - 「地元の掲示板 ジモティー」ブラウザ版をサービス開始[5][2]。
- 2012年（平成24年）
  - 7月 - 「地元の掲示板 ジモティー」ブラウザ版（PCサイト・フィーチャーフォンサイト・スマートフォンサイト）を全面刷新[5]。
  - 8月 - KDDIと業務提携を合意[5]。
  - 9月 - 「地元の掲示板 ジモティー」、月間訪問者数40万人を突破[5]。
  - 9月 - 「地元の掲示板 ジモティー」Androidアプリ版をサービス開始[2]。
  - 11月 - 「地元の掲示板 ジモティー」正式版開設1周年を迎える。月間訪問者数60万人を突破[11]。
  - 12月 - 「地元の掲示板 ジモティー」iOSアプリ版をサービス開始[2]。
- 2013年（平成25年）- 本社所在地を渋谷区内で移転[2]。
- 2014年（平成26年）
  - 2月25日 - 「地元の掲示板 ジモティー」内で、「地元のお手伝いさんご紹介サービス『ジモてつ』」を東京都内（島嶼部を除く）で開始[12]。
  - 4月 - 株式会社オプト（現：デジタルホールディングス）を引受先とする第三者割当増資を実施[2]。
  - 7月 -  本社所在地を渋谷区内で移転。
  - 7月29日 - 「地元の掲示板 ジモティー」に「地元の助け合い」カテゴリーを新設[13]。

### 自治体への協力開始
- 2015年（平成27年）
  - 1月16日 - 東京都新宿区が粗大ごみとして収集した家具を再生し販売するリユース事業に協力、新宿区立西早稲田リサイクル活動センターの再生家具の一部を、掲示板「ジモティー」で掲載開始[9]。同社としては初の自治体との協力事業となる。
  - 2月- 株式会社オプト（現：デジタルホールディングス）他を引受先とする第三者割当増資を実施[2]。
  - 3月17日 - 神奈川県川崎市のNPO法人「WE21ジャパン・さいわい」が店頭販売するリユース品を、掲示板「ジモティー」に掲載開始[14]。同社としては初のNPO法人との協力事業となる。
  - 8月9日 - テレビCMを関東地方で放映開始[15]。
- 2016年（平成28年）
  - 6月27日 - 本社を東京都品川区西五反田（現在地）へ移転[2][7]。
- 2017年（平成29年）
  - 5月31日 - 月間利用者数が約750万人に達する[16]。
  - 9月1日 - 片山翔が代表取締役最高執行責任者 (COO) に就任、加藤貴博は代表取締役CEOとして現職継続[3]。
  - 10月19日 - 新テレビCMを放映開始[16]。
  - 10月 - 「地元の掲示板 ジモティー」に「投稿オプション機能」を追加[2]。

### 北海道への進出
- 2018年（平成30年）
  - 11月1日 - 北海道コンサドーレ札幌とのクラブスポンサー契約締結に伴い、同日より「地元の掲示板 ジモティー」で試合観戦チケットが当たるキャンペーンを実施[17]。
- 2019年（平成31年/令和元年）
  - 4月 - NTTドコモを引受先とする第三者割当増資を実施[2]。
  - 7月1日 - 初の地方支社として北海道北見市に北見支社を開設、カスタマーサポート業務を開始[18]。
  - 7月8日 - 北見市と企業立地協定を締結、エンジニアリング業務体制確立のため北見工業大学との連携を開始[18]（2022年4月6日に北見工業大学とも協定締結[19]）。
  - 7月16日 - ジャパン少額短期保険株式会社[20]と共同開発した「あんしん取引保険[21]」を提供開始、「地元の掲示板 ジモティー」での取引トラブルに関する弁護士相談費用の補償と個人賠償責任保険（いずれも最大100万円）を組み合わせた損害保険で、料金は月額340円[22]。

### 上場と自治体提携増加
- 2020年（令和2年）
  - 2月7日 - 東証マザーズへ上場[2][23][24]。
  - 2月25日 - 「地元の掲示板 ジモティー」で無償譲渡された商品の受け渡し代行場所「ジモティースポット」を東京都新宿区新大久保に新設[25]。
  - 2月27日 - 埼玉県さいたま市とリユースに関する協定を締結、市内の粗大ごみを減らし循環型社会への啓発を行う[26]。
  - 7月1日 - 北海道北見市と連携し、粗大ごみ削減のため不用品リユースを斡旋する実証実験を行う[27]。当社初の自治体と連携したリユース実証事業となる[27]。
  - 7月29日 - 「地元の掲示板 ジモティー」にエスクローサービス「あんしん決済機能」を追加[2][28]、オンライン決済を導入[28]。
  - 8月 - 「地元の掲示板 ジモティー」で「配送代行サービス」を開始[2]。
  - 8月3日 - 北海道羅臼町と提携し、粗大ごみ削減のため不用品リユースを斡旋する実証実験を行う[29]。
  - 8月17日 - 近距離・低料金（5km500円から）に特化した格安配送代行サービス「ジモティー便」の実証実験を東京都内（島嶼部を除く）で行う[30]。
  - 8月18日 - 埼玉県さいたま市と提携し、粗大ごみ再生家具を「地元の掲示板 ジモティー」で市民に無償譲渡する実証実験を行う[31]。
  - 8月20日 - 不用品を持ち込める処分スポット「ジモティースポット」を首都圏3箇所に設置する実証実験を行う[32]。
  - 8月31日 - 格安配送代行サービス実証実験「ジモティー便」の対象地域を、首都圏1都3県（東京都・神奈川県・埼玉県・千葉県）へ拡大[33]。
  - 10月1日 - 北海道紋別市と提携し、粗大ごみ削減のため不用品リユースを斡旋する実証実験を行う[34]。
  - 10月26日 - 愛知県半田市と提携し、不用品リユースに関する協定を締結[35]。
  - 11月27日 - 東京都国立市と提携し、不用品リユースに関する協定を締結[36]。
  - 12月4日 - 青森県弘前市と提携し、不用品リユースに関する協定を締結[37]。
  - 12月18日 - 奈良県磯城郡田原本町と提携し、不用品リユースに関する協定を締結[38]。
- 2021年（令和3年）
  - 1月4日 - 大分県佐伯市と提携し、不用品リユースに関する協定を締結[39]。
  - 1月21日 - 千葉県木更津市と提携し、不用品リユースに関する協定を締結[40]。
  - 1月27日 - 近距離格安配送「ジモティー便」に匿名配送機能を追加[41]。
  - 1月28日 - 北海道登別市、北海道白老町と不用品リユースに関する協定を締結[42]。
  - 2月1日 - 愛知県豊田市と提携し、不用品リユースに関する協定を締結[43]。
  - 2月16日 - 北海道鷹栖町と不用品リユースに関する協定を締結[44]。
  - 2月18日 - 東京都東大和市と提携し、不用品リユースに関する協定を締結[45]。
  - 3月1日 - 神奈川県中郡大磯町と提携し、不用品リユースに関する協定を締結[46]。
  - 3月25日 - 岐阜県関市と提携し、不用品リユースに関する協定を締結[47]。
  - 3月30日 - 熊本県水俣市と提携し、不用品リユースに関する協定を締結[48]。
  - 4月1日 - 大阪府泉佐野市と提携し、不用品リユースに関する協定を締結[49]。
  - 4月1日 - 埼玉県ふじみ野市と提携し、不用品リユースに関する協定を締結[50]。
  - 4月15日 - 埼玉県所沢市と提携し、不用品リユースに関する協定を締結[51]。
  - 5月11日 - 東京都府中市と提携し、不用品リユースに関する協定を締結[52]。
  - 6月1日 - 大阪府東大阪市と提携し、不用品リユースに関する協定を締結[53]。
  - 6月22日 - 東京都小金井市と提携し、不用品リユースに関する協定を締結[54]。
  - 7月1日 - 兵庫県高砂市と提携し、不用品リユースに関する協定を締結[55]。
  - 7月8日 - 北海道江別市と提携し、不用品リユースに関する協定を締結[56]。
  - 7月8日 - 広島県三次市と提携し、自治体向け電子申請・申請承認システム「LOCONET」ベータ版による労働力確保（市道の除草作業）の実証事業を行う[57][58]。
  - 7月9日 - 北海道北見市社会福祉協議会と提携し、福祉施設・事業所への寄付物品譲渡を「地元の掲示板 ジモティー」により円滑化する実証実験を行う[59][60][61]。
  - 7月12日 - ブックオフコーポレーションと提携し、余剰在庫を「地元の掲示板 ジモティー」に掲載して地域内でリユースする実証事業を行う[62]。
  - 7月13日 - 株式会社ワットマンと提携し、使用可能なものなら何でも50円で買い取る「ジモティースポット海老名[63]」をワットマン海老名買取センター内に開設[64]。
  - 7月16日 - 和歌山県橋本市と提携し、不用品リユースに関する協定を締結[65]。
  - 9月1日 - 沖縄県中頭郡嘉手納町と提携し、不用品リユースに関する協定を締結[66]。
  - 9月8日 - 株式会社ジモティーが「第4回エコプロアワード」環境大臣賞を受賞[67]。
  - 9月16日 - 福岡県宗像市と提携し、不用品リユースに関する協定を締結[68]。
  - 10月1日 - 東京都世田谷区と提携し「世田谷区不要品持ち込みスポット[69]」を開設する実証実験を行い、10月6日より持ち込み予約受付を開始[70][71][72][73]。
  - 10月1日 - 神奈川県川崎市と提携し、粗大ごみ削減のため不用品リユースを斡旋する実証実験を行う[74][75]。
  - 10月1日 - 兵庫県加古川市と提携し、不用品リユースに関する協定を締結[76]。
  - 10月26日 - 愛知県知多市と提携し、不用品リユースに関する協定を締結[77]。
  - 11月17日 - 兵庫県宍粟市と提携し、不用品リユースに関する協定を締結[78]。
  - 11月19日 - 掲示板「ジモティー」の「あんしん決済」がd払いに対応[79]。
- 2022年（令和4年）
  - 1月15日 - 東京都八王子市と連携し、粗大ごみ削減のため不用品リユースを斡旋する実証実験を行う[80][81]。
  - 1月25日 - 和歌山県橋本周辺広域市町村圏組合（橋本市・かつらぎ町・九度山町・高野町）と提携し、不用品リユースに関する協定を締結[82]。
  - 2月1日 - 東京都あきる野市と提携し、不用品リユースに関する協定を締結[83]。
  - 2月25日 - 香川県高松市と提携し、不用品リユースに関する協定を締結[84]。
  - 2月28日 - 大阪府南河内郡太子町と提携し、不用品リユースと地域互助活動を促進する協定を締結[85]。
  - 3月1日 - 蓮田白岡衛生組合（埼玉県蓮田市・白岡市）と提携し、不用品リユースに関する協定を締結[86]。
  - 3月8日 - 東京都昭島市と提携し、不用品リユースに関する協定を締結[87]。
  - 3月28日 - 東京都立川市社会福祉協議会と提携し、掲示板「ジモティー」により福祉施設・事業所への寄付物品譲渡を円滑化する実証実験を行う[88]。
  - 4月1日 - 東京都武蔵野市と提携し、不用品リユースに関する協定を締結[89]。
  - 6月28日 - 静岡県袋井市および周智郡森町、袋井市森町広域行政組合と提携、不用品リユースに関する協定を締結[90]。
  - 6月28日 - 大阪府堺市と提携し、不用品リユースに関する協定を締結[91]。
  - 7月1日 - 東京都日野市と提携し、世田谷区に続く不用品リユース拠点「ジモティースポット日野[92]」を開設[93]。
  - 7月1日 - 東京都小平市と提携し、不用品リユースに関する協定を締結[94]。
  - 7月20日 - 福岡県北九州市と提携し、不用品リユースに関する協定を締結[95]。
  - 8月1日 - 北海道岩見沢市と提携し、不用品リユースに関する協定を締結[10]。これにより日本全国の協定締結自治体は50箇所、北海道内では8番目となる[10]。
  - 8月19日 - 東京都西東京市と提携し、不用品リユースに関する協定を締結[96]。
  - 8月24日 - 神奈川県川崎市および、東京都八王子市と連携し、官民共同運営する不用品リユース拠点の活動が、環境省が公募した「令和4年度使用済製品等のリユースに関する自治体モデル実証事業」に採択される[97][98]。
  - 9月9日 - 東京都八王子市と提携し、世田谷区・日野市に続く不用品リユース拠点「ジモティースポット八王子」を開設[98][99]。また「ジモティースポット八王子」は自家用車でないと行けないような場所ではなく、公共交通（路線バス・コミュニティバス「はちバス」）のアクセスも充実した公共施設「八王子市北野環境学習センター あったかホール」[100]に設置され、フードドライブの受付も開始し食品ロス軽減も図る[99]。

## カテゴリー

### 売ります・あげます
「買いたい/ください」は「助け合い」カテゴリーに含まれる。
- 家具、家電、自転車、車のパーツ、バイク、楽器、チケット、生活雑貨、子供用品、おもちゃ、スポーツ（スポーツ用品）、パソコン、携帯電話/スマートフォン、本/CD/DVD、服/ファッション、靴/バッグ、コスメ/ヘルスケア、食品、お酒、その他

### 中古車
「売ります・あげます」から派生したカテゴリー。自動車パーツ・オートバイは「売ります・あげます」に含まれる。
- レクサス、トヨタ、日産、ホンダ、マツダ、スバル、スズキ、ダイハツ、三菱（三菱ふそう含む）
- ベンツ、BMW、アウディ、フォルクスワーゲン、ミニ、ボルボ、プジョー、アルファロメオ
- その他（いすゞ、日野、カテゴリーがない外車など）

### 助け合い
- 教えて、教えたい、貸して、貸したい、交換したい、手伝って/助けて、手伝いたい/助けたい、買いたい/ください、その他

### メンバー募集
- 友達、ママ友、スポーツ（スポーツチーム）、ボランティア、バンド、街コン、婚活、チャット
- その他（飲み会、ゲーム、アウトドア、オンラインコミュニティなど）

### イベント
- 地域/お祭り、展示会、育児、スポーツ（試合・大会など）、パーティー、セミナー、フリーマーケット、ワークショップ、コンサート/ショー、キャンペーン、その他

### 地元のお店
- 引っ越し、運搬代行、不用品処分、便利屋、悩み相談、運転代行、家事代行、グルメ、美容、ボディケア、リサイクルショップ、冠婚葬祭、剪定/造園、害虫/害獣駆除、ハウスクリーニング、生活トラブル、リフォーム、車検、ペット（ペットショップ）、その他

### 不動産
- 賃貸（マンション/一戸建て）、レンタルオフィス、シェアハウス、短期賃貸、不動産売買、土地販売/土地売買

### アルバイト
- 事務、飲食、建築、軽作業、物流、販売、接客、教育、福祉、医療、アミューズメント、IT、美容、その他

### 正社員
- 営業、土木、物流、ビル管理、サービス業、専門職、事務、企画、教育、医療、クリエイティブ、IT、技術、その他

### 里親募集
「里親募集」カテゴリーでは生体売買は禁止されているほか、動物愛護の観点から様々な規定がある。
- 犬、猫
- その他（うさぎ・ハムスターなどの小動物、爬虫類、亀、エキゾチックアニマルなど）